# Niptodes brunneus
Niptodes brunneus is een keversoort uit de familie klopkevers (Ptinidae). De wetenschappelijke naam van de soort werd in 1898 gepubliceerd door Maurice Pic.